# Гасно хроматографски стабилне комплексне смеше
Стабилне комплексне смеше (енгл. Unresolved Complex Mixture; такође UCM или грба) у гасној хроматографији су карактеристике на које се често наилази код испитивања, нарочито сирове нафте, и које захтевају комплексна решења ради идентификације компоненти.
Разлог ове појаве, гасно хроматографске аномалије, је да гасни хроматограф и постојеће гасно хроматографске методе не могу раздвојити и идентификовати добар део комплексних угљоводоничних једињења које не подлежу биодеградацији, нарочито у сировој нафти. Хроматографски нестабилне компоненте, оне које се могу раздвојити из смеше, се јављају и детектују као пикови на хроматограму док се стабилне комплексне смеше (UCM), компоненте које се не могу раздвојити хроматографским методама, јављају као аномалија или платформа на које се надограђују раздвојене компоненте смеше.
Део сирове нафте који не подлеже биодеградацији заузима мање од 50% тоталне површине хроматограма, док биодеградацијски део сирове нафте заузима и до 90% тоталне површине хроматограма. На хроматографски стабилне комплексне смеше UCM се такође наилази код испитивања уља за подмазивање.